# غردميران عليا (مقاطعة دهغلان)
غردميران عليا (بالفارسية: گردمیران علیا) هي قرية تقع في قسم ايلان الجنوبي الريفي (مقاطعة دهغلان) في إيران. يقدر عدد سكانها بـ 1,727 نسمة .